# Zaostrów
Zaostrów – wieś w Polsce położona w województwie świętokrzyskim, w powiecie koneckim, w gminie Słupia Konecka.
Wierni Kościoła rzymskokatolickiego należą do parafii św. Michała Archanioła w Pilczycy.